# Manel Kape
Manel Kape (Luanda, Angola, 14 de noviembre de 1993) es un artista marcial mixto angoleño que actualmente compite en la división de peso mosca de Ultimate Fighting Championship (UFC). Desde el 17 de diciembre de 2024, está en la posición #6 del ranking de peso mosca de UFC.

## Carrera en artes marciales mixtas

### Inicios
Tuvo varios combates de boxeo antes de comenzar su carrera en las artes marciales mixtas, todos ellos antes de su primer combate de MMA a los 14 años.
Debutó como profesional a los 17 años, luchando con Cage Fighters, en Cage Fighters 2, cuando se enfrentó a Artur Gomes. Ganó el combate en el primer asalto por TKO. En el combate Cage Fighters - Challengers Norte 1 debía enfrentarse a Renato Ferreira. Hizo un trabajo rápido de su oponente, terminando el combate por TKO, después de sólo 45 segundos. Se enfrentó a Ricardo Teixeira, consiguiendo su primera victoria por sumisión, terminando el combate en el primer asalto. Su última combate con Cage Fighters fue en Cage Fighters 3, cuando luchó contra Marco Santos. Ganó el combate por decisión unánime.
Al pasar al Campeonato Knock Out, luchó contra Souksavanh Khampasath. Sufriría su primera derrota profesional, al perder por sumisión. Tras recuperarse, luchó contra Hicham Rachid en Invictus 1, y ganó el combate por KO. Su siguiente combate fue en Ansgar Fighting League 2, contra Daniel Barez. Ganó el combate por sumisión. Volviendo al segundo evento de Invictus, se enfrentó a Miguel Valverde. Ganó el combate por sumisión en el primer asalto. Entonces estaba previsto que luchara contra Antoine Gallinaro. Ganó el combate por sumisión en el cuarto asalto, lo que le valió el Campeonato de Peso Gallo de KOC. Continuó su racha de victorias al vencer a Francisco Javier Asprilla por TKO en el tercer asalto.
Tenía previsto luchar contra Damien 'The Rage' Rooney en BAMMA 22 en el 3Arena de Dublín. Se retiraría posteriormente del combate. Iba a luchar entonces contra el brasileño João Elias, pero el combate también se cancelaría. Tenía previsto luchar en Knock Out Championship 9 contra Moktar Benkaci por el Campeonato de Peso Gallo de KOC. Esta sería su tercer combate consecutivo que perdería.

### Rizin Fighting Federation
Tras un paréntesis de dos años, debido a los tres combates cancelados, firmaría con Rizin Fighting Federation y participaría en el Grand Prix de Peso Gallo de Rizin. Debutó en Rizin 6 cuando se enfrentó a Erson Yamamoto. Yamamoto se sintió confundido por el discurso de Kape durante el combate, ya que supuestamente dijo «tu madre acaba de perder y tú eres el siguiente», ya que la madre de Erson había perdido antes. Ganó el combate a los 71 segundos con una patada en la cabeza con la pierna izquierda, aunque muchos observadores consideraron que la parada fue prematura.
En la segunda ronda del Grand Prix, debía luchar contra el ex-campeón de peso mosca del Tachi Palace Ian McCall. Los dos se enzarzaron en un altercado físico en el pesaje, en el que abofeteó a McCall y éste respondió con un golpe en la cara de Kape. Los dos tuvieron que ser separados por los funcionarios presentes. Ganó el combate por TKO en el primer asalto, después de que la cara de McCall se cortara lamentablemente con las cuerdas del ring.
En las semifinales del Grand Prix luchó contra uno de los mejores pesos gallo del mundo, Kyoji Horiguchi. Aunque ofreció un combate competitivo a su rival, perdió el combate en el tercer asalto, después de que Horiguchi le aplicara una llave de triángulo de brazo.
Estaba programado para luchar contra Kai Asakura Rizin 10. Perdería por decisión dividida, en un combate reñido y emocionante, que sería nominado como Pelea del Mes por MMA Junkie.
En Rizin 13, debía enfrentarse a Yusaku Nakamura. Ganó el combate por sumisión en el tercer asalto.
Se enfrentó a Ulka Sasaki. Perdió el combate por decisión unánime.
Iba a luchar contra el campeón del peso mosca de ZST en Rizin 15. Ganó el combate por KO en el segundo asalto.
En Rizin 18 estaba programado para luchar contra el veterano de UFC y ex retador del Campeonato de Peso Gallo de la World Extreme Cagefighting, Takeya Mizugaki, con 14 combates. Ganó el combate por KO en el segundo asalto. Tras la victoria, desafió al campeón de peso gallo de Rizin Kyoji Horiguchi.
Kyoji Horiguchi dejaría mientras tanto el cinturón vacante debido a una lesión de rodilla. Tenía previsto luchar contra Kai Asakura en una revancha, esta vez con el vacante Campeonato de Peso Gallo en juego. El combate fue precedido por una peculiar charla basura, ya que arrancó un recorte de cartón de Kai Asakura, declarando «ya estás muerto», y procediendo a masticar los restos de cartón. Ganó el combate por TKO en el segundo asalto. Esta victoria le valdría una nominación como Luchador del Año en los premios de las MMA asiáticas.

### Ultimate Fighting Championship

#### 2020
El 30 de marzo de 2020, se anunció que Kape había firmado un acuerdo de cuatro peleas con Ultimate Fighting Championship.
Se esperaba que Kape enfrentara a Rogério Bontorin el 15 de agosto de 2020, en UFC 252. La pelea se canceló posteriormente, ya que Bontorin sufrió una lesión en el tobillo.
Kape estaba programado para enfrentar a Alexandre Pantoja el 19 de diciembre de 2020, en UFC Fight Night 183. Sin embargo, Pantoja se retiró de la pelea a principios de diciembre debido a secuelas del COVID-19. Kape sirvió como resplado de la pelea por el Campeonato de Peso Mosca de la UFC entre el campeón Deiveson Figueiredo y Brandon Moreno una semana antes en UFC 256. El par fue reprogramado el 6 de febrero de 2021, en UFC Fight Night 184. Perdió la pelea por decisión unánime.

#### 2021
Kape enfrentó a Matheus Nicolau el 13 de marzo de 2021, en UFC Fight Night 187. Perdió la pelea por decisión dividida. 21 de 21  medios especializados le dieron la pelea Kape.
Kape enfrentó a Ode' Osbourne el 7 de agosto de 2021, en UFC 265. En el pesaje, Kape pesó 129 libras, tres libras por encima del límite de peso mosca. La pelea continuó en un peso pactado y Kape fue multado con el 20% de su bolsa, que fue hacía Osbourne. Ganó la pelea por KO en el primer asalto.
Kape enfrentó a Zhalgas Zhumagulov el 4 de diciembre de 2021, en UFC on ESPN 31. Ganó la pelea por TKO en el primer asalto.

#### 2022
Kape estaba programado para enfrentar a Su Mudaerji el 23 de abril de 2022, en UFC Fight Night 205. Sin embargo, tres días antes del evento, Kape se retiró por motivos personales y la pelea fue cancelada.
Kape estaba programado para enfrentar a Rogério Bontorin el 11 de junio de 2022, en UFC 275. Sin embargo, la pelea fue cancelada el día antes del evento debido a que Bontorin sufrió problemas renales relacionados con el corte de peso.
Kape enfrentó a David Dvořák el 17 de diciembre de 2022, en UFC Fight Night 216. Ganó la pelea por decisión unánime.

#### 2023
Kape estaba programado para enfrentar a Alex Perez el 25 de marzo de 2023, en UFC on ESPN 43. Sin embargo, la pelea fue cancelada el día del evento luego de que Perez sufriera una convulsión.
Kape estaba programado para enfrentar a Deiveson Figueiredo el 8 de julio de 2023, en UFC 290. Sin embargo, Figueiredo se retiró de la pelea luego de que no fuera declarado médicamente apto para competir y la pelea fue cancelada.
Kape estaba programado para enfrentar a Kai Kara-France el 10 de septiembre de 2023, en UFC 293. Sin embargo, Kara-France se returó de la pelea a finales de agosto luego de sufrir una concusión durante el entrenamiento, y fue reemplazado por el debutante Felipe dos Santos. Kape ganó la pelea por decisión unánime. Esta victoria lo hizo merecedor de su primer premio de Pelea de la Noche.

#### 2024
Kape estaba programado para enfrentar a Matheus Nicolau en una revancha el 13 de enero de 2024, en UFC Fight Night 234. En el pesaje, Kape pesó 129.5 libras, tres libras y media sobre el límite de peso mosca,  y la pelea fue cancelada. El par fue reprogramado para el 27 de abril de 2024, en UFC on ESPN 55. Sin embargo, Kape se retiró de la pelea por razones no reveladas.
Kape enfrentó a Muhammad Mokaev el 17 de julio de 2024, en UFC 304. Perdió la pelea por decisión unánime.
Kape enfrentó a Bruno Gustavo da Silva el 14 de diciembre de 2024, en UFC Fight Night 249. Ganó la pelkea por KO en el tercer asalto.

#### 2025
Kape está programado para enfrentar al ex-retador titular Brandon Royval en una eliminatoria titular el 1 de marzo de 2025, en UFC Fight Night 253.

## Campeonatos y logros

### Artes marciales mixtas
- Ultimate Fighting Championship
  - Pelea de la Noche (Una vez) vs. Felipe dos Santos[72]
- Rizin Fighting Federation
  - Campeonato de Peso Gallo de RIZIN (Una vez)[82]
- Knock Out Championship
  - Campeonato de Peso Gallo de KOC (Una vez)

## Récord en artes marciales mixtas
| Récord profesional | Récord profesional | Récord profesional |
| 28 peleas          | 21 victorias       | 7 derrotas         |
| ------------------ | ------------------ | ------------------ |
| Nocaut             | 13                 | 0                  |
| Sumisión           | 5                  | 2                  |
| Decisión           | 3                  | 5                  |

| Resultado | Récord | Oponente                  | Método                               | Evento                                              | Fecha                    | Ronda | Tiempo | Localización      | Notas                                                                                   |
| --------- | ------ | ------------------------- | ------------------------------------ | --------------------------------------------------- | ------------------------ | ----- | ------ | ----------------- | --------------------------------------------------------------------------------------- |
| Victoria  | 21–7   | Asu Almabayev             | TKO (retiro)                         | UFC Fight Night: Kape vs. Almabayev                 | 1 de marzo de 2025       | 3     | 2:16   | Las Vegas, Nevada | Eliminatoria titular.                                                                   |
| Victoria  | 20–7   | Bruno Gustavo da Silva    | KO (golpes)                          | UFC on ESPN: Covington vs. Buckley                  | 14 de diciembre de 2024  | 3     | 1:57   | Tampa, Florida    | A Silva se le descontó 1 punto en el segundo asalto debido a varios golpes en la ingle. |
| Derrota   | 19-7   | Muhammad Mokaev           | Decisión (unánime)                   | UFC 304                                             | 27 de julio de 2024      | 3     | 5:00   | Mánchester        |                                                                                         |
| Victoria  | 19–6   | Felipe dos Santos         | Decisión (unánime)                   | UFC 293                                             | 10 de septiembre de 2023 | 3     | 5:00   | Sídney            | Pelea de la Noche.                                                                      |
| Victoria  | 18–6   | David Dvořák              | Decisión (unánime)                   | UFC Fight Night: Cannonier vs. Strickland           | 17 de diciembre de 2022  | 3     | 5:00   | Las Vegas, Nevada |                                                                                         |
| Victoria  | 17–6   | Zhalgas Zhumagulov        | KO (golpes)                          | UFC on ESPN: Font vs. Aldo                          | 4 de diciembre de 2021   | 1     | 4:02   | Las Vegas, Nevada |                                                                                         |
| Victoria  | 16–6   | Ode' Osbourne             | KO (rodillazo volador y golpes)      | UFC 265                                             | 7 de agosto de 2021      | 1     | 4:44   | Houston, Texas    | Pelea en peso pactado (129 lbs); Kape no dio el peso.                                   |
| Derrota   | 15–6   | Matheus Nicolau           | Decisión (dividida)                  | UFC Fight Night: Edwards vs. Muhammad               | 13 de marzo de 2021      | 3     | 5:00   | Las Vegas, Nevada |                                                                                         |
| Derrota   | 15–5   | Alexandre Pantoja         | Decisión (unánime)                   | UFC Fight Night: Overeem vs. Volkov                 | 6 de febrero de 2021     | 3     | 5:00   | Las Vegas, Nevada | Regreso a peso mosca.                                                                   |
| Victoria  | 15-4   | Kai Asakura               | TKO (golpes)                         | Rizin 20                                            | 31 de diciembre de 2019  | 2     | 0:38   | Saitama           | Ganó el Campeonato Vacante de Peso Gallo de RIZIN.                                      |
| Victoria  | 14-4   | Takeya Mizugaki           | KO (puñetazo)                        | Rizin 18                                            | 18 de agosto de 2019     | 2     | 1:36   | Nagoya            |                                                                                         |
| Victoria  | 13-4   | Seiichiro Ito             | TKO (puñetazo al cuerpo)             | Rizin 15                                            | 21 de abril de 2019      | 2     | 3:59   | Yokohama          |                                                                                         |
| Derrota   | 12-4   | Ulka Sasaki               | Decisión (unánime)                   | Rizin 14                                            | 31 de diciembre de 2018  | 3     | 5:00   | Saitama           |                                                                                         |
| Victoria  | 12-3   | Yusaku Nakamura           | Sumisión técnica (rear-naked choke)  | Rizin 13                                            | 30 de septiembre de 2018 | 3     | 4:27   | Saitama           | Pelea en peso mosca.                                                                    |
| Derrota   | 11-3   | Kai Asakura               | Decsión (dividida)                   | Rizin 10                                            | 6 de mayo de 2018        | 3     | 5:00   | Fukuoka           |                                                                                         |
| Derrota   | 11-2   | Kyoji Horiguchi           | Sumisión (armbar)                    | Rizin World Grand Prix 2017: Final Round            | 31 de diciembre de 2017  | 3     | 4:27   | Saitama           | Semifinal del Grand Prix de Peso Gallo de Rizin 2017.                                   |
| Victoria  | 11-1   | Ian McCall                | TKO (parada médica)                  | Rizin World Grand Prix 2017: 2nd Round              | 29 de diciembre de 2017  | 1     | 1:46   | Saitama           | Cuartos de final del Grand Prix de Peso Gallo de Rizin 2017.                            |
| Victoria  | 10-1   | Erson Yamamoto            | TKO (patada en la cabeza y puñetazo) | Rizin World Grand Prix 2017: Opening Round - Part 2 | 15 de octubre de 2017    | 1     | 1:11   | Saitama           | Octavos de final del Grand Prix de Peso Gallo de Rizin 2017.                            |
| Victoria  | 9-1    | Francisco Javier Asprilla | TKO (golpes)                         | International Pro Combat 7                          | 27 de abril de 2015      | 3     | N/A    | Lisboa            |                                                                                         |
| Victoria  | 8-1    | Antoine Gallinaro         | Sumisión (armbar)                    | Knock Out Championship 8                            | 18 de abril de 2015      | 4     | 2:26   | Charente          | Ganó el Campeonato de Peso Gallo de KOC.                                                |
| Victoria  | 7-1    | Miguel Valverde           | Sumisión (rear-naked choke)          | Invictus - Pro MMA League 2                         | 19 de diciembre de 2014  | 3     | N/A    | Oporto            | Debut en peso gallo.                                                                    |
| Victoria  | 6-1    | Daniel Barez              | Sumisión (verbal)                    | Ansgar Fighting League 2                            | 29 de noviembre de 2014  | 1     | 3:25   | Madrid            |                                                                                         |
| Victoria  | 5-1    | Hicham Rachid             | KO (rodillazo volador al cuerpo)     | Invictus - Pro MMA League 1                         | 27 de julio de 2014      | 1     | 2:42   | Oporto            |                                                                                         |
| Derrota   | 4-1    | Souksavanh Khampasath     | Sumisión (rear-naked choke)          | Knock Out Championship 7                            | 5 de abril de 2014       | 3     | 3:27   | Charente          |                                                                                         |
| Victoria  | 4-0    | Marco Santos              | Decisión (unánime)                   | Cage Fighters 3                                     | 28 de julio de 2013      | 3     | 5:00   | Matosinhos        |                                                                                         |
| Victoria  | 3-0    | Ricardo Teixeira          | Sumisión (rear-naked choke)          | Cage Fighters: Challengers Norte 2                  | 3 de febrero de 2013     | 1     | 2:38   | Matosinhos        |                                                                                         |
| Victoria  | 2-0    | Renato Ferreira           | TKO (golpes)                         | Cage Fighters: Challengers Norte 1                  | 4 de noviembre de 2012   | 1     | 0:45   | Matosinhos        |                                                                                         |
| Victoria  | 1-0    | Artur Gomes               | TKO (golpes)                         | Cage Fighters 2                                     | 13 de mayo de 2012       | 1     | 4:27   | Matosinhos        | Debut en peso mosca.                                                                    |